# Julie Hilling
Julie Ann Hilling (née le 29 avril 1955) est une femme politique du parti travailliste britannique, qui est députée de Bolton West de 2010 à 2015.

## Jeunesse
Hilling est née à Oxford et y vit jusqu'à l'âge de 9 ans lorsque sa famille déménage à Leighton Buzzard. Elle fréquente la Cedars School avant d'étudier la chimie à l'Université de Nottingham, puis d'obtenir un diplôme en travail de jeunesse et communautaire à l'école polytechnique de Manchester .

## Début de carrière
Hilling travaille comme animateur de jeunesse à Nottingham, St Helens et Wigan, ce dernier depuis 18 ans. Elle devient présidente du Syndicat des travailleurs communautaires et de jeunesse en 1991, poste qu'elle occupe jusqu'en 1999. Elle est responsable d'apprentissage du Nord-Ouest pour la NASUWT 2004-2006 et, avant d'entrer en politique, travaille comme responsable régionale principale pour la Transport Salaried Staffs Association (TSSA).

## Carrière politique
Hilling est élue députée de Bolton West en mai 2010 avec une majorité de seulement 92 voix (0,19 %), dans un siège que les conservateurs visent, la précédente titulaire Ruth Kelly étant éclaboussée par le scandale des dépenses .
Elle est nommée secrétaire parlementaire privée d'Yvette Cooper dans son poste de ministre fantôme des femmes et des égalités en octobre 2010, le même mois où elle devient membre du comité restreint des transports. Hilling est nommée présidente du groupe multipartite Rail. Elle siège aussi au comité spécial des normes et privilèges  et est membre des groupes parlementaires multipartites sur le rail, les affaires de la jeunesse, les enfants, le secteur communautaire et bénévole et Save The Pub. Hilling est promue au bureau de Whips en juin 2012 .
Hilling perd son siège aux élections de 2015 par 801 voix et est sélectionnée pour briguer à nouveau le siège aux élections générales anticipées de 2017. Elle perd à nouveau, face au  conservateur sortant, Chris Green, qui porte sa majorité à 936 voix. Hilling est choisie pour se présenter à Bolton West pour le parti travailliste aux élections de 2019 . Hilling perd pour la troisième fois en 2019, et Chris Green augmente sa majorité de près de 8 000 voix.